# Les Rairies
Les Rairies är en kommun i departementet Maine-et-Loire i regionen Pays de la Loire i nordvästra Frankrike. Kommunen ligger i kantonen Durtal som tillhör arrondissementet Angers. År 2022 hade Les Rairies 1 043 invånare.

## Befolkningsutveckling
Antalet invånare i kommunen Les Rairies
| Referens: INSEE |